# Леопольд Гессен-Гомбургский
Леопольд Виктор Фридрих Гессен-Гомбургский (нем. Leopold Victor Friedrich von Hessen-Homburg; 10 февраля 1787, Гомбург — 2 мая 1813, Гросгёршен) — представитель Гессенского дома, принц Гессен-Гомбургский.

## Биография
Леопольд — младший сын ландграфа Фридриха V Гессен-Гомбургского и Каролины Гессен-Дармштадтской, дочери ландграфа Людвига IX Гессен-Дармштадтского.
Леопольд служил в прусской армии и погиб в сражении при Лютцене, первой битве в Освободительных войнах против Наполеона. Его последними словами, обращёнными к адъютанту, были: «Только не оставляйте меня среди французов!» На месте гибели Леопольда его сестра Марианна распорядилась возвести чугунный памятник с простой надписью: «Здесь пал принц Леопольд Гессен-Гомбургский. 2 мая 1813». Пять братьев Леопольда также принимали участие в Освободительных войнах, что якобы заставило Наполеона заявить: «Я везде вижу Гомбургов».
В Бад-Хомбурге о принце Леопольде напоминает улица Леопольдсвег.